# مقبرة شيخان
مقبرة شيخان (تعني مقبرة العلماء) هي ثاني مقبرة تاريخية في العالم الإسلامي وواحدة من أقدم المقابر في مدينة قم بمحافظة قم في إيران والتي تقع بالقرب من مرقد فاطمة معصومة. يعود تاريخ المقبرة إلى أكثر من ألف عام.
هذه المقبرة هي حاليًّا مكان دفن بعض علماء الشيعة مثل زكريا بن إدريس الأشعري القمي، وزكريا بن آدم الأشعري القمي، وميرزا القمي، ومحمد علي مدرس الخيباني ومحمود أنصاري القمي، وكذلك الذين قُتلوا خلال الثورة الإيرانية (1979) والجنود الإيرانيين الذين قتلوا خلال الحرب الإيرانية العراقية.
دُفن في هذه المقبرة ثمانية من ضحايا الهجوم الإرهابي الذي وقع في 28 حزيران 1981 في طهران بإيران، مع عائلاتهم، بالإضافة إلى الطبيب محمد غريب (أبو طب الأطفال في إيران). كما دُفن في هذه المقبرة أيضًا ميرزا جواد الملكي التبريزي، الفقيه الصوفي الشهير، بالإضافة إلى فخر السادات برغي، أحد ضحايا جرائم القتل المتسلسلة في إيران.

## معرض الصور

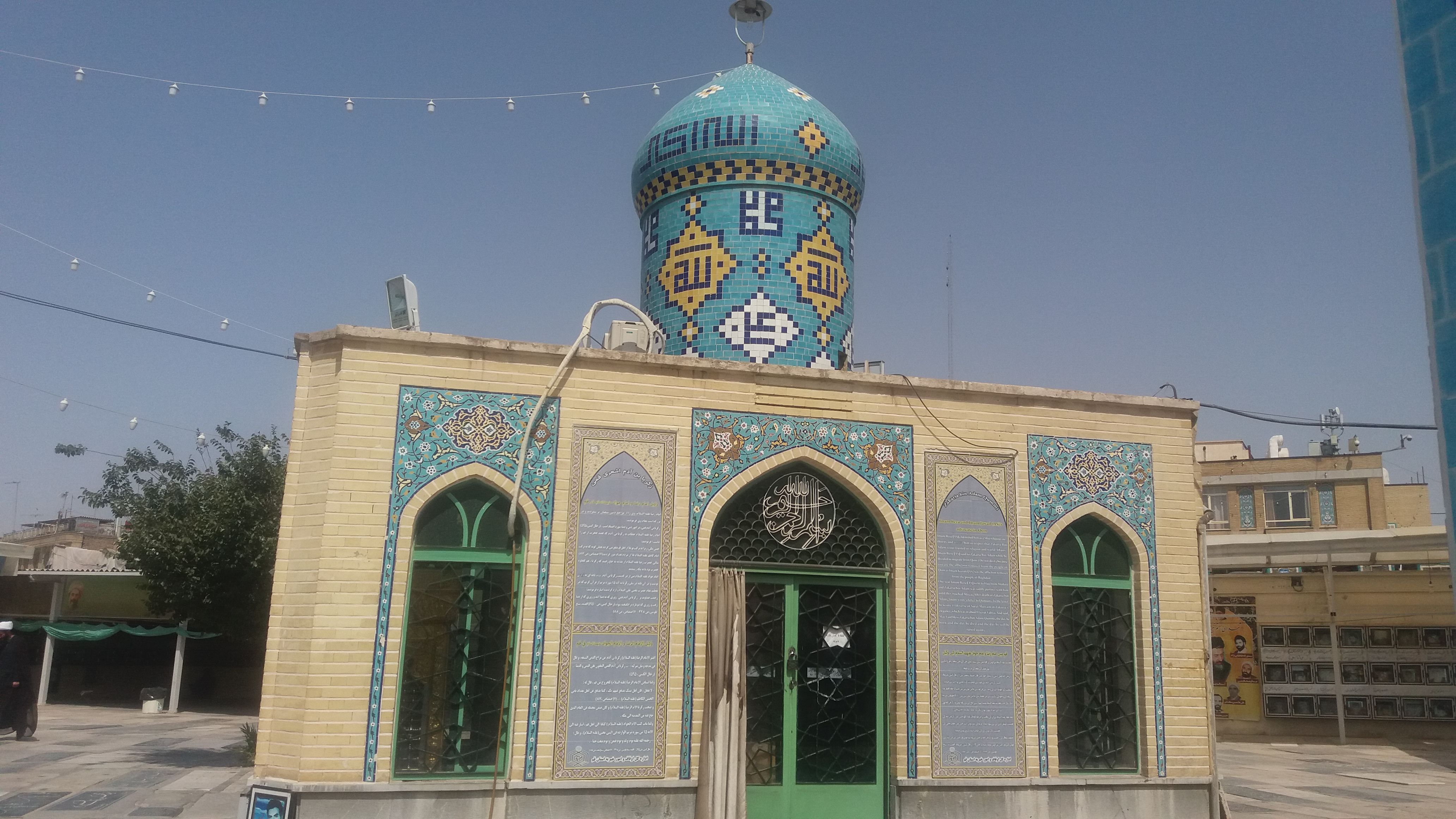
مقبرة "زكريا بن آدم الأشعري" – 2016
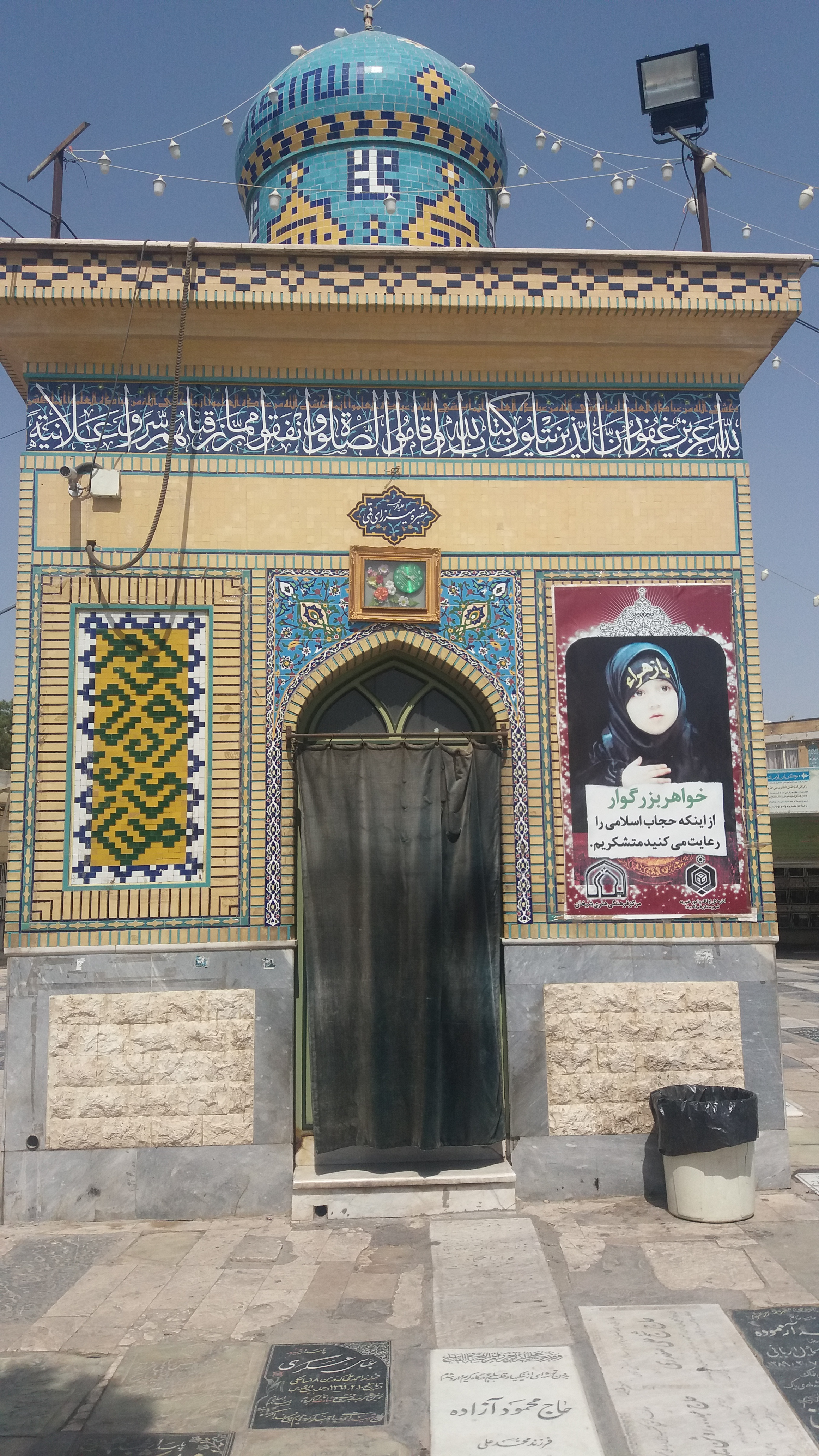
قبر "ميرزا قمي" – 2016
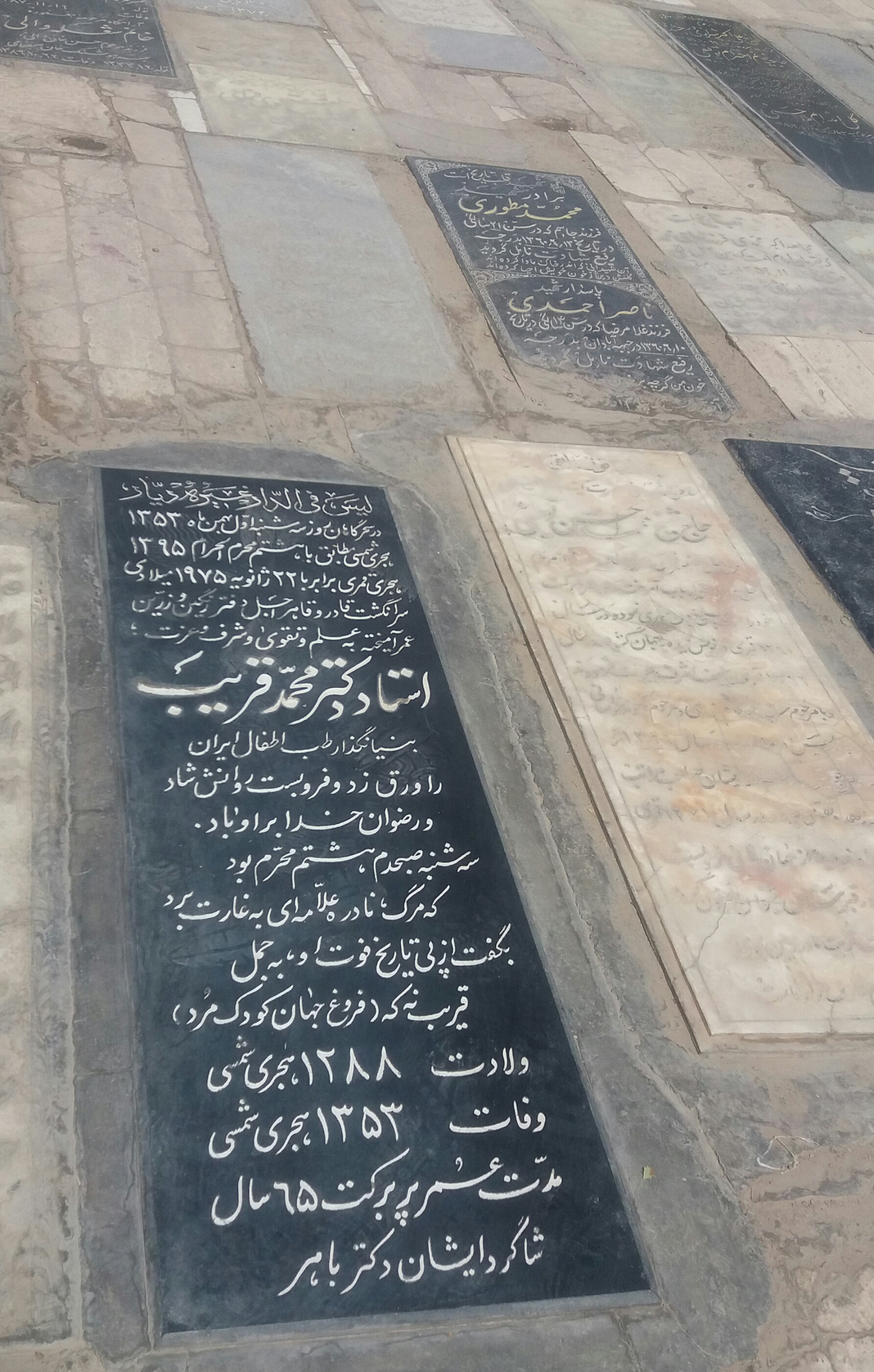
قبر "الطبيب محمد غريب" – 2016
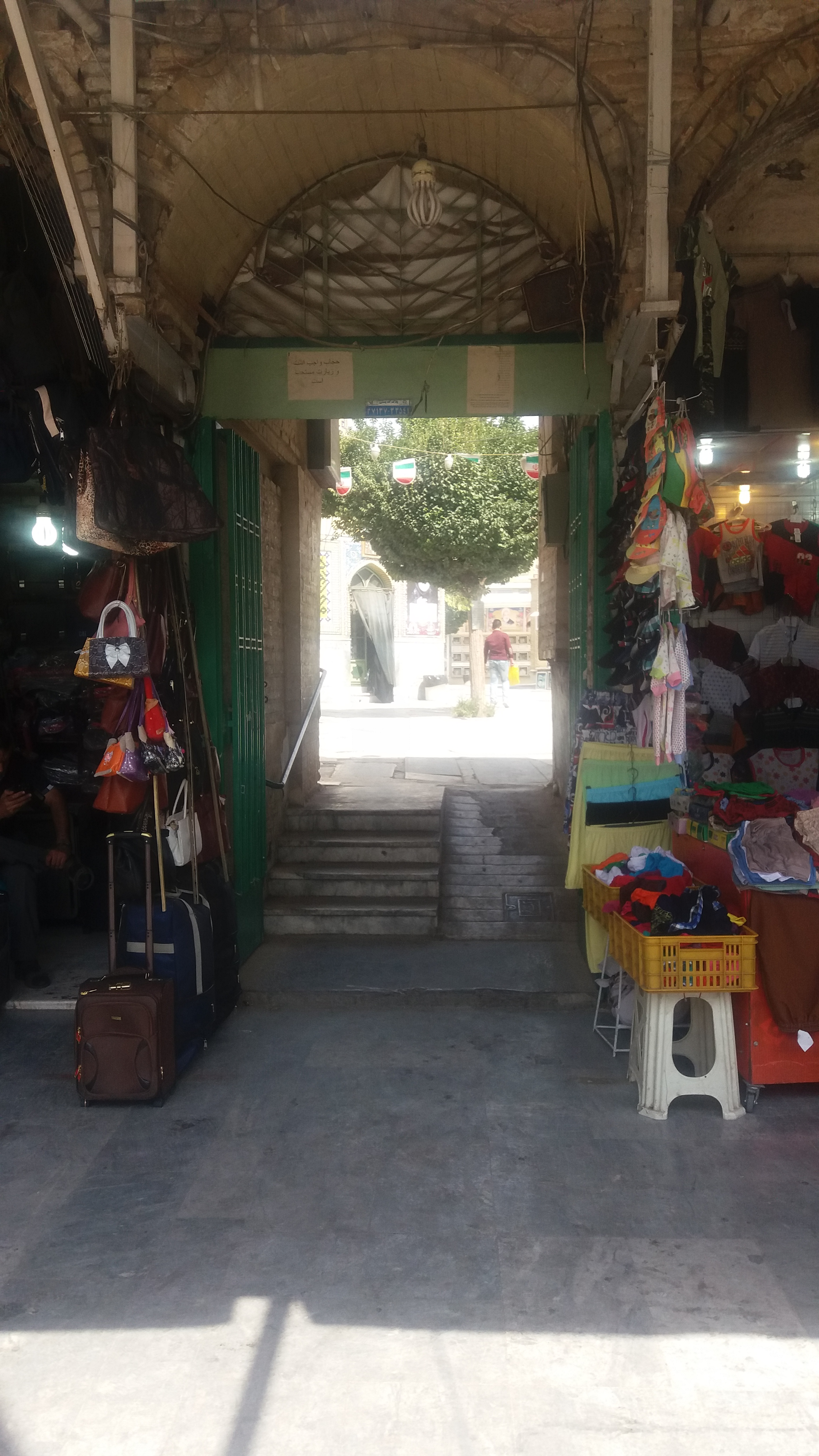
مدخل مقبرة شيخان – 2016
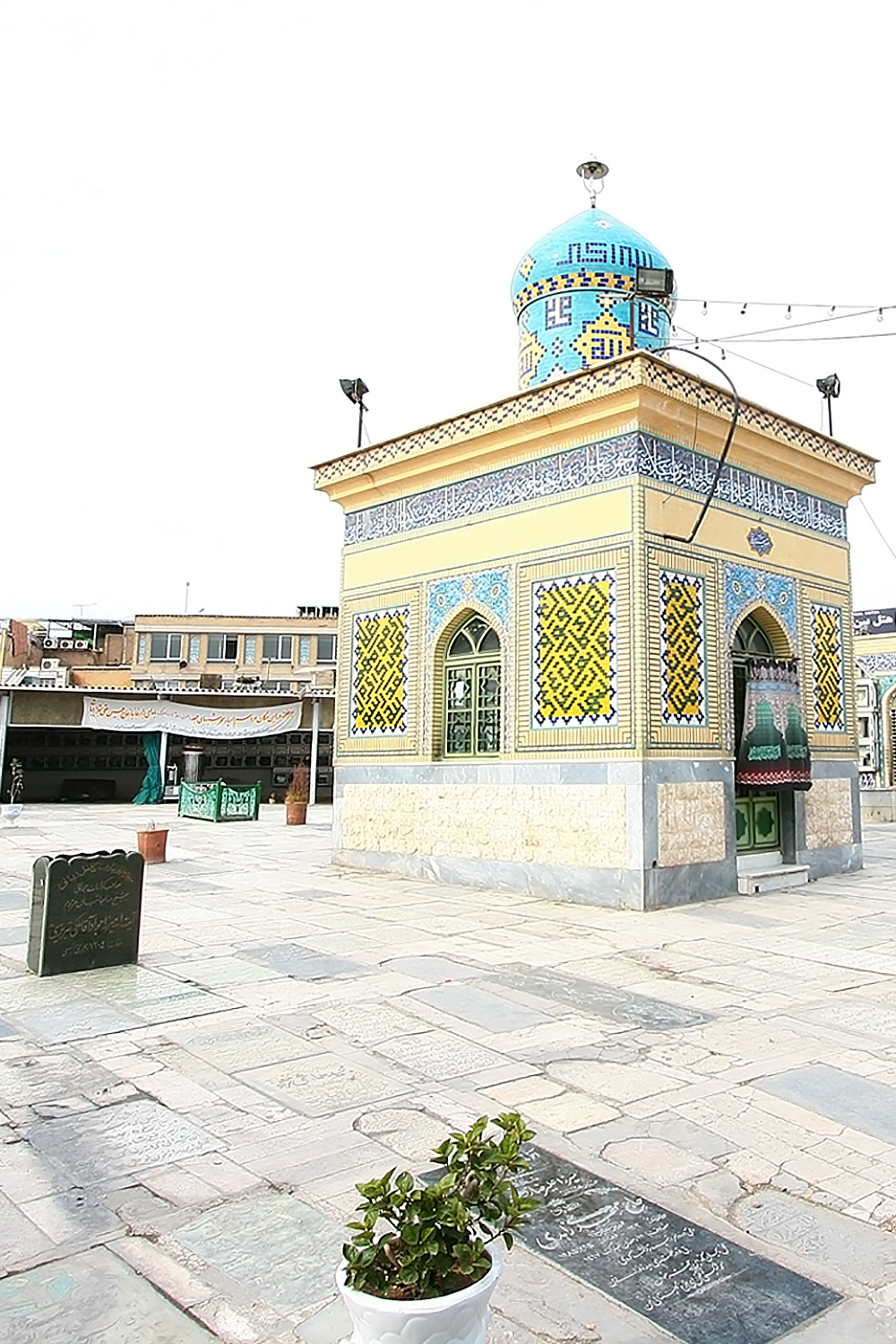
منظر آخر – 2016

## طالع أيضًا
- بهشت الزهراء
- مقبرة دولاب[الإنجليزية]
- مقبرة ابن بابويه[الإنجليزية]
- إمام زاده عبدالله، راي
- جولستان شهداء أصفهان[الإنجليزية]
- غلزار شهداء قم[الإنجليزية]

## روابط خارجية
- صورة / مقبرة شيخان في قم
- تقرير مقبرة شيخان من قبل منظمة HAUSA
- فيديو تعريفي لمقبرة شيخان